# Коммунистическая партия Непала (1968)
Коммунистическая партия Непала (Пушпа Лал) — одна из многих коммунистических групп, ведущих своё происхождение от изначальной Компартии Непала. Образована из в 1968 году Пушпой Лалом Шрестхой, который организовал отдельный партийный съезд в Горакхпуре (Индия), и просуществовала до 1987 года.

## История
После съезда радикального коммунистического сектора 1962 года, образовавшего отдельную Коммунистическую партию Непала, Пушпа Лал должен был разделить руководство новой партией вместе с Тулси Лал Аматьей. Однако сотрудничество между ними было прервано (в том числе по вопросу китайско-индийской пограничной войны: Пушпа Лал поддержал Индию, Тулси Дал Амайтья — КНР), и большая часть партийных кадров последовала за Пушппой Лалом для создания новой партии.
В течение нескольких лет партия Пушпы Лала была главной коммунистической группой в Непале. Партия была политически близка к Коммунистической партии Индии (марксистской) и отстаивала линию народной демократии. Печатным органом была газета «Ная Джанвад», а штаб-квартира располагалась в Варанаси (Индия). Пушпа Лал призвал к единству действий вместе с Непальским конгрессом против королевского режима.
В 1971 году молодой партийный лидер из Бхактапура Нараян Ман Биджукчхе (псевдоним Рохит) откололся от партии Пушпы Лала после решения партии поддержать индийскую интервенцию в Восточном Пакистане (Войну за независимость Бангладеш). Он также подверг критике линию на сотрудничество с Непальским конгрессом и отказ партии осудить Советский Союз как социал-империалистический.
В 1975 году Рохит сформировал Непальскую рабоче-крестьянскую организацию. В 1976 году видный студенческий лидер партии Пушпы Лала Мадан Кумар Бхандари откололся и сформировал Группу фронта освобождения (Мукти Морча Самуха). Эти расколы способствовали сокращению влияния партии Пушпы Лала. Сам он умер в 1978 году, и руководство партией взяла на себя его вдова Сахана Прадхан. Его похороны стали массовой манифестацией политической оппозиции.
Под руководством Прадхан партия придерживалась умеренного курса, поддерживая политику сотрудничества Пушпы Лала с Непальским конгрессом. Партия работала вместе с конгрессистами в агитации против системы панчаятов в 1979 году, в кампании за многопартийную демократию перед плебисцитом 1980 года и массовых протестах против королевского правительства в 1985 году.
В 1987 году партия объединилась с Коммунистической партией Непала (Манмохан) и образовала Коммунистическую партию Непала (марксистскую).